# 玛农·范罗艾因
玛农·范罗艾因（荷蘭語：Manon van Rooijen，1982年7月3日—），荷兰女子游泳运动员。她曾代表荷兰参加2000年和2008年夏季奥林匹克运动会游泳比赛，获得一枚金牌和一枚银牌。